# براندان هاميل
براندان هاميل (بالإنجليزية: Brendan Hamill)‏ هو كاتب بريطاني، ولد في 1945.